# Los Piratas (groupe)
Pour les articles homonymes, voir Los Piratas.
Los Piratas est un groupe de rock espagnol, originaire de Vigo, en Galice. Il est formé en 1989, et est considéré comme l'un des groupes les plus importants de la pop et du rock espagnol. Ils comptent cinq albums studio (dont un certifié disque d'or) deux albums live, trois compilations et quatre album de raretés, avant sa séparation en 2004.
Los Piratas s'inspirent d'autres groupes comme Björk, Aphex Twin, Los Planetas, Radiohead, Oasis, et de la pop des années 1980. Le groupe fait à la fois partie de la scène grand public et indépendante, et évolue du pop rock vers un style plus électronique et d'une plus grande maturité musicale. Leurs paroles traitent d’abord de relations, d’amour frustré, et d’amour à venir, avant de s'assombrir par la suite.

## Biographie

### Débuts (1989-1994)
Le groupe est formé en 1989, à Vigo, en Galice, lorsque Iván Ferreiro et Paco Serén décident de créer un groupe appelé Los Piratas del Capitán Baroli (Captain Baroli fait référence à Barullo, un grand ami d’Ivan). 
Après avoir enregistré une démo comprenant avec le morceau Somos pobres, Iván et Paco commencent à recruter d'autres membres pour le groupe. Ils négocient d'abord avec des membres du groupe No Grites Tonta, Fernando Romero, Fernando Lorenzo et Miguel Jiménez. Lorenzo et Miguel quittent finalement le groupe, et Romero part vivre aux États-Unis. Quelques mois plus tard, Los Piratas se consolident en tant que groupe de rock, avec Iván Ferreiro comme leader et chanteur, Alfonso Román à la guitare, Paco Serén auxclaviers et à la guitare, Pablo Álvarez à la basse, Javier Fernández (Hal 9000) à la batterie, et Raúl Quintillán aux claviers. En octobre 1992, leur premier album live, homonyme, est publié ; il est enregistré à la sala CDB, produit par Javier Abreu, et publié par le label Warner Music grâce aux efforts de leur agent artistique, Ángeles Rivera, qui a distribué leur démo à toutes les maisons de disques de Madrid. Sur l'album, le groupe suit un style proche du pop rock, accompagné d'éléments issus du psychédélique, du blues et du rock, et ses morceaux traitent lyriquement de l'amour frustré et l'amour à venir.
Un an plus tard, en 1993, Los Piratas sortent leur premier album studio, Quiero hacerte yar, dans lequel ils collectent une grande partie des thèmes de l’opus précédent. Dans ce document, le groupe continue dans sa ligne pop rock, malgré quelques chansons plus orientées vers le rock et même le flamenco. La production est effectuée de la même façon que le premier album. Avec ces deux albums, le groupe commence à récolter ses premiers succès.

### Route du succès (1995-1997)

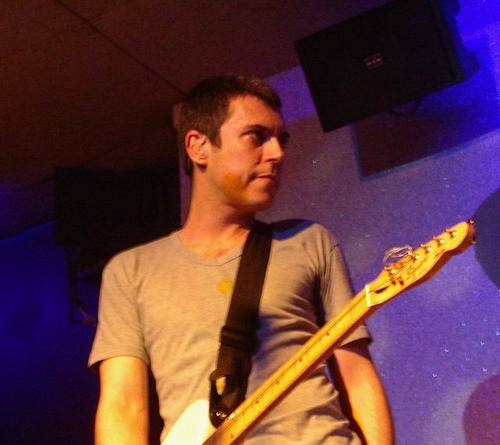
Iván Ferreiro, chanteur de Los Piratas en concert.

Le groupe publie en 1995, son deuxième album studio, Poligamia, au label Warner Music, qui est produit par Juan Luis Giménez, de Presuntos Implicados, qui les aide à se rapprocher du style musical désiré, plus rock, en intégrant des éléments et des échantillonneurs plus complexes. Dans certains cas, il comprend des éléments acoustiques et expérimentaux et fait participer d'anciens membres de Duncan Dhu, Mikel Erentxun et Diego Vasallo, sur le morceau Tu perro guardián. Ils font également une reprise de Dime que me quieres, de Tequila. Avec cet album, ils sont diffusés à la radio, et améliorent considérablement leurs chiffres de vente.
En 1997, sort l'album Manual para los fieles, où Los Piratas évoluent pour créer un rock « chaud », c'est-à-dire rendre leur style musical plus complexe en ajoutant des bases électroniques et de fusion, comme la vielle et d'autres instruments galiciens typiques. Il est produit par Juan Luis Gimenéz, et dans certains cas, en collaboration avec Antón Reixa, Anxo Pintos, Kepa Junkera, Miqui Puig de Los Sencillos et Soledad Giménez. Les thèmes changent, devenant de plus en plus sombres. En outre, le thème du morceau Mi matadero clandestino fait partie de la bande son de la version espagnole du film Batman et Robin.

### Fin de la primera parte(1998-2002)
En 1998, le claviériste Raúl Quintillán quitte le groupe. Cette année-là, leur label sort une compilation intitulée Fin de la primera parte, qui comprend deux nouvelles chansons, et avec laquelle ils vendent 50 000 exemplaires. Au début de 1999, une deuxième édition est publiée dans laquelle figure le morceau My Way de Paul Anka, qui sera utilisé par la compagnie de téléphone Airtel pour l’une de ses publicités. Iván Ferreiro commente cette compilation : « Elle [la compilation] était bonne pour nous car elle nous a donné une perspective dans le temps et nous a permis de sélectionner les chansons que nous voulions vraiment jouer ou mieux, nous avons découvert ce que nous ne voulions vraiment pas jouer. »

### Succès (2001-2003)
Le groupe publie en 2001 Ultrasónica, album dans lequel les influences de groupes internationaux comme Radiohead ou Oasis sont évidentes et appréciées,. De cette façon, le groupe assimile les éléments électronique du premier opus, et réussit à créer des atmosphères suffocantes. L'album est enregistré, comme pour Poligamia, dans un studio résidentiel en France, situé au milieu d'un terrain, et toujours avec Juan Luis Jiménez à la production. Initialement, le label Warner refusait de le distribuer, car il le considérait comme trop commercial pour le circuit indépendant, mais il est finalement commercialisé par le label, et est certifié disque d’or avec plus de 50 000 d'exemplaires vendus. La même année, l'album est réédité avec des morceaux inédits, des remixes, des raretés et des morceaux live. Plus tard, en 2003, ils publient les albums Respuestas et Dinero.
La même année, le dernier album studio des Piratas est publié, sous le titre Relax, produit par Suso Saiz et enregistré aux studios IZ, au Pays basque, avec lequel ils quittent la scène grand public. Dans cet opus, le groupe montre plus d'obscurité et d'électronique que dans ses œuvres précédentes, perdant la prééminence qui avait les guitares et s'éloignant du son plus rock, ce qui entraîne la froideur des critiques et du public. Il est plus expérimental, pariant sur des orchestrations ambient, chill-out, blues et jazz, entre autres. L'album est réédité cette année, avec cinq nouvelles chansons, toutes en hommage. Plus tard, une édition spéciale est publiée comprenant les disques Respuestas et Dinero, qui contient principalement des chansons instrumentales, formant ainsi un quadruple album.

### Séparation (2003-2004)
Peu de temps après, des rumeurs commencent à circuler quant à une éventuelle séparation du groupe. Avec ce motif, le 23 octobre 2003, un album live d’adieu est enregistré au Teatro madrilène de La Riviera, intitulé Fin de la segunda parte. Il fait participer Enrique Bunbury, El Drugs de Barricada et Amaral, et comprend des vidéos de leur performance et des enregistrements sur CD. Le groupe se sépare en février 2004.

## Membres

### Derniers membres
- Fon Román - guitare (1991-2004)
- Iván Ferreiro - chant, guitare (1991-2004)
- Javier Fernández (Hal 9000) - batterie (1991-2004)
- Pablo Álvarez  - basse (1991-2004)
- Paco Serén - guitare, claviers (1991-2004)

### Ancien membre
- Raúl Quintillán - claviers (1991-1998)

## Discographie

### Albums studio
- 1993 : Quiero hacerte gritar
- 1995 : Poligamia
- 1997 : Manual para los fieles
- 2001 : Ultrasónica
- 2003 : Relax

### Albums live
- 1992 : Disco Pirata
- 2004 : Fin de la segunda parte

### Compilations
- 1998 : Fin de la primera parte
- 2008 : Disco duro
- 2011 : Multigamia (reprises de Los Piratas)

### Albums de raretés
- 2003 : Respuestas
- 2003 : Dinero